# 상한론
상한론(傷寒論)은 책 제목 그대로 한기(寒氣), 즉 찬 기운에 상했을 때 몸이 어떻게 반응하고 증상이 나타나며 어떻게 치료해야 되는지에 대해 쓴 책이고 중의학을 집대성한 책이다.한나라 말경인 220년 전 즈음에 장중경(張仲景)이 편찬하였다.

## 개요
"상한잡병론"책 속에서 별도로 전염병과 유행병의 이론과 치료 규칙의 중요 부분을 종합적으로 논술한 부분으로서 모두 10권으로 구성되어 있고 113개의처방과397개의 방법이 포함되어 있다. "상한론"은 전염병과 유행병을 대량으로 치료한 경험의 총괄적 기초 위에서, 그 발병 원인, 임상적 증상과 병적 징후의 표현, 치료과정과 후유 현상 등의 공통적 문제 등을 서술 하였다.(즉, 당시 매년 발생하던 열성병에 대하여 발병토기,중기,말기에 각각다르게 나타나는 임상을 표현하고 서로 다른 치료의 반응과 결과를 서술함) 태양,양명,소양,태음,소음,궐음 이렇게 6종으로 나누어 맥을 집고 동시에 치료를 한다.

## 목차
- 태양(太陽)
- 양명(陽明)
- 소양(少陽)
- 태음(太陰)
- 소음(少陰)
- 궐음(厥陰)[3]

## 같이 보기
- 한약
- 금궤요략